# Hüseyin Akbaş
Hüseyin Akbaş (Almus, Turquía, 1933-1989) fue un deportista turco especialista en lucha libre olímpica donde llegó a ser subcampeón olímpico en Tokio 1964.

## Carrera deportiva
En los Juegos Olímpicos de 1956 celebrados en Melbourne ganó la medalla de bronce en lucha libre olímpica estilo peso mosca, tras el soviético Mirian Tsalkalamanidze (oro) y el iraní M. Ali Khojastehpour (plata). Ocho años después, en las Olimpiadas de Tokio 1964 ganó la plata en peso gallo.